# Cuirieux
Cuirieux es una comuna francesa, situada en el departamento de Aisne, de la región de Alta Francia.

## Demografía
| 169 | 147 | 119 | 131 | 142 | 143 | 164 | 159 |
| Para los censos de 1962 a 1999 la población legal corresponde a la población sin duplicidades (Fuente: INSEE [Consultar]) |     |     |     |     |     |     |     |